# 신동혁 (1982년)
신동혁 (申東赫, 1982년 11월 19일 ~ )은 개천 정치범수용소를 탈출했다고 주장하는 북한이탈주민 출신의 북한인권 운동가이다. 본명은 신인근이었으나, 탈북 후에는 신동혁으로 개명하였다. 신동혁은 18호 관리소에서의 생활과 탈출 경험을 외부 세계에 증언하였고, 이는 북한 정치범 수용소의 실상을 알리는 계기가 되었다. 그는 수용소에서 태어나 삼엄한 경비를 뚫고 탈출에 성공한 유일한 탈북자로서, 2012년에는 그의 경험을 토대로한 영문판 수기가 출판되었으나, 일부 증언과 진술이 사실과 다른 것으로 밝혀졌다.

## 생애
그의 증언에 일관성이 부족하기 때문에 정확히 어디서 출생했는지 알 수 없으나, 신동혁은 자신이 14호 수용소에서 출생했으며, 어머니와 형이 '탈출 모의'로 처형되었다고 주장했다. 그러나 어머니와 형은 '살인'혐의로 처형되었음이 밝혀졌다.

### 탈출
수용소내의 공장에서 일하는 동안 신동혁은 평양에서 14호 관리소로 끌려오게 된 40대의 박씨 성을 가진 수감자를 알게되고, 그와 친해진다. 박씨는 신동혁에게 관리소 밖의 세상에 대한 이야기를 해주었고, 신동혁은 특히 그가 경험에 보지 못한 닭고기, 돼지고기, 소고기로 만든 음식 이야기에 푹 빠져들었다. 수용소 내의 음식은 옥수수, 배추, 소금으로 만든 죽과 때때로 잡히는 들쥐와 곤충등이 전부였다. 원하는 음식을 마음껏 먹을 수 있다는 기대에 신동혁은 박씨와 수용소를 탈출하기로 결심한다. 이들의 당초 계획은 신동혁이 수용소를 빠져나갈 길을 안내하고, 북한을 벗어나게 되면 박씨가 안내를 하는 것이었다. 2005년 1월 2일, 신동혁과 박씨는 수용소 철책 부근의 작업에 함께 투입되었다. 간수들의 순찰간격이 길다는 것을 눈치챈 둘은 간수들이 멀어지기를 기다렸다가 탈출을 감행했다. 박씨가 먼저 철책 밑을 통과하려고 시도했지만, 고압 전류가 흐르는 철책에 몸이 닿아 그자리에서 즉사한다. 신동혁은 박씨의 시신을 방패로 삼아 철조망을 통과할 수는 있었지만, 다리가 걸리는 바람에 심한 화상을 입게 된다.
수용소를 탈출한 신동혁은 인근 농가로 들어가 낡은 군복으로 갈아입는다. 군복은 신동혁의 신분을 군인으로 위장할 수 있게 해주었고, 그는 필요한 식량을 훔치면서 북쪽의 국경지대로 다가갔다. 수용소에서 태어나고 자란 신동혁은 금액에 대한 개념이 없었지만, 탈출 후, 민가에서 훔친 쌀 한가마니를 팔아 돈을 마련하고 이것으로 간식과 담배를 샀다. 중화인민공화국과의 국경에 도달한 신동혁은 담배와 훔친 음식으로 비대원을 매수하고, 두만강을 건너 북한을 탈출하는데 성공한다. 중국을 떠돌며 노동일을 하던 신동혁은 상하이의 한 음식점에서 한 기자와 우연히 만난다. 신동혁의 탈북 경험이 가진 가치를 알아본 기자는 주중 대한민국 대사관에 보호를 요청하고, 신동혁은 곧 대한민국으로 보내지게 된다. 신원 확인을 위한 대한민국 정부의 심사를 거친 신동혁은 그의 경험을 토대로한 수기를 작성하고, 그의 이야기가 언론에 알려진다. 후원자의 초청으로 미국을 방문한 신동혁은 그곳에서 신인근이라는 그의 본래 이름에서 신동혁으로 개명하고, 북조선의 정치범 수용소의 현실을 알리기 위한 활동을 했다. 이후 대한민국으로 다시 돌아온 신동혁은 북한 수용소 철폐를 위한 활동에 참여하고 있다. 2013년 6월 6일에 신동혁은 국제인권상을 수상하였다.

## 14호 수용소로부터의 탈출
워싱턴 포스트의 동아시아 특파원을 지낸 블레인 하든은 신동혁과의 인터뷰를 토대로 2012년 "14호 수용소로부터의 탈출: 북한에서 자유 세계로 탈출한 한 탈북인의 놀라운 여정"을 출판했다. 자신의 자서전 성격의 이 책에서 신동혁은 어머니와 형의 처형 과정에서 그가 숨겨왔던 밀고 사실을 처음으로 밝혔다.

## 증언 오류 시인
2015년 1월 18일, 신동혁은 자신의 증언중 일부가 사실이 아님을 인정하였다. 즉, 13살에 수용소에 수용된 것이 아니라 20살에 수용되었다는 것이 골자이며, 13살부터 20살까지 겪었다고 주장한 자서전의 여러 대목들이 모두 사실이 아니거나 혹은 나중에 일어난 일임을 간접적으로 인정한 것이다. 또한 14호 수용소가 아니라 18호 수용소에 갇혀있었다고 자서전 일부의 사실을 정정하기도 했다.일부 탈북자 주장 신동혁의 탈북 이야기 “모두거짓” ,지난 2008년께 국정원 소속 직원이 주장 신동혁 “수용소 출신이 아니다” .

## 조선민주주의인민공화국측의 반박
2014년 9월 24일 유엔주재 조선민주주의인민공화국 상임대표부는 북한인권보고서 채택과 관련국들의 움직임에 반박하는 공보문을 발표하였는데, 이 가운데 '신동혁 자료 전문'이라는 첨부 자료가 포함되었다. 이에 따르면 신동혁의 발언은 한국의 공작에 의한 날조이며, 신동혁 자신이 밝힌 자신과 가족에 대한 신상은 물론 수용소에 관한 내용도 사실이 아니라고 주장했다. 자료는 신동혁의 아버지가 국가재산략취행위로 교화소에 입소하기 전 처 장혜경과의 사이에서 맏아들 신경섭을 낳았다면서, 장혜경과 신경섭은 수용소에서의 도주 시도 때문이 아니라 살인죄로 사형되었다고 밝혔다. 실제로 추가적인 조사에서 신동혁의 어머니에 대한 사형 집행은 수용소 탈출 시도가 아닌, 살인 행위에 대한 처벌로 이루어졌음이 밝혀졌다. 또한 신동혁 역시 수용소에 있지 않았으며 불법 월경과 성범죄 및 근무 현장에서의 이탈, 태만, 절도 행위 등을 저지른 범죄자라고 주장하였다.

## 같이 보기
- 조선민주주의인민공화국의 인권

## 자서전
- Harden, Blaine (2012년 3월 29일). 《Escape from Camp 14: One Man's Remarkable Odyssey from North Korea to Freedom in the West》 (영어). 224쪽. ISBN 9780670023325.